# Служба электронной безопасности (Азербайджан)
Служба электронной безопасности (также известная как CERT.AZ/az.ETX, англ. Cyber Security Service) — государственный орган, координирующий деятельность информационной инфраструктуры в сфере кибербезопасности, информирует о существующих и потенциальных электронных угрозах на уровне страны, обучает население, частные и другие учреждения в сфере кибербезопасности, оказывает им методическую помощь.

## История
Центр электронной безопасности при Министерстве цифрового развития и транспорта Азербайджанской Республики создан согласно указу Президента Азербайджана №708 части 5 от 26 сентября 2012 года. Указом Президента Азербайджана от 12 января 2018 года «О некоторых мерах, связанных с совершенствованием управления в сфере транспорта, связи и высоких технологий в Азербайджанской Республике» центр был включен в структуру министерства как Служба электронной безопасности при Министерстве цифрового развития и транспорта Азербайджана.

## Деятельность
- Координирует деятельность информационной инфраструктуры в сфере кибербезопасности.
- Собирает и анализирует информацию, полученную от пользователей, производителей программного обеспечения и технического оборудования, аналогичных структур в зарубежных странах и других источников о кибератаках, незаконных вмешательствах, вредоносных программах (электронные угрозы), направленных против безопасности информационных систем и сетей, компьютерного оборудования и их программного обеспечения, локальных и корпоративных информационных систем и ресурсов.
- Осуществляет общенациональное информирование о существующих и потенциальных электронных угрозах, обеспечивает обучение пользователей в области кибербезопасности по направлению предотвращения электронных угроз, в том числе программ и технических средств, которые могут быть использованы против пользователей, готовит инструкции, дает им рекомендации и методическую поддержку.
- Реализует согласованные с министерством профилактические меры совместно с национальным интернет-оператором в целях предотвращения глобальных кибератак в общем интернет-трафике
- Взаимодействует с другими соответствующими учреждениями действующими в стране, с целью обеспечения обучения кибербезопасности.[4]
- Принимает установленные законодательством меры относительно размещения информации запрещенной к распространению на информационных ресурсах сети Интернет.[5]
- Юридические и физические лица, осуществляющие сбор, обработку и защиту персональных данных, обязаны устранять случаи нарушения требований Закона Азербайджанской Республики «О персональных данных».[5][6]

Служба электронной безопасности сотрудничает с известными мировыми компаниями в сфере кибербезопасности.

## Заявление о конфиденциальности[8]
Целью настоящего заявления о конфиденциальности является информирование пользователей о том, как обрабатываются персональные данные, собранные посредством официального информационного интернет-ресурса «www.cert.az».
Понятия, используемые в настоящей декларации, имеют значения, предусмотренные Законом Азербайджанской Республики «О персональных данных» и другими правовыми актами.

### Правовая основа обработки персональных данных
Персональные данные обрабатываются и собираются Службой электронной безопасности для исполнения своих полномочий и обязанностей, определенных «Положением о Службе электронной безопасности при Министерстве цифрового развития и транспорта Азербайджанской Республики» и другими законодательными актами, утвержденными Указом Президента Азербайджана от 5 марта 2013 года № 833.

### Какие персональные данные собираются и с какой целью
Через веб-сайт собирается вся личная информация:
имя, фамилия, отчество, номер телефона, адрес электронной почты и персональные данные заявителя, указанные в любом документе, приложенном к заявлению (при его наличии).
Указанные данные собираются и обрабатываются. Персональные данные не передаются третьим лицам и их конфиденциальность охраняется, за исключением случаев, когда это необходимо для расследования случаев, указанных в заявлении и жалобе, и того требует законодательство.

### Файлы Cookie
Файлы cookie — текстовые файлы, которые загружаются при посещении веб-сайта и содержат небольшие данные, необходимые для функционирования веб-сайта и бесперебойного использования его услуг.

### Уровень защиты персональных данных
В соответствии с требованиями Закона «О персональных данных», персональные данные защищаются с момента их сбора, и для этого Службой электронной безопасности реализуются все необходимые технические и организационные меры.

### Права
Пользователи могут получить информацию о персональных данных, которые собираются и обрабатываются, источнике их получения и правовом основании.
Пользователь может запросить разъяснение персональных данных о себе, которые были собраны и обработаны и потребовать их уничтожения, а также запрета на их обработку, за исключением случаев, установленных законом.
Если права пользователей нарушены можно потребовать возмещения материального и морального ущерба в суде.